# Françoise Ellong

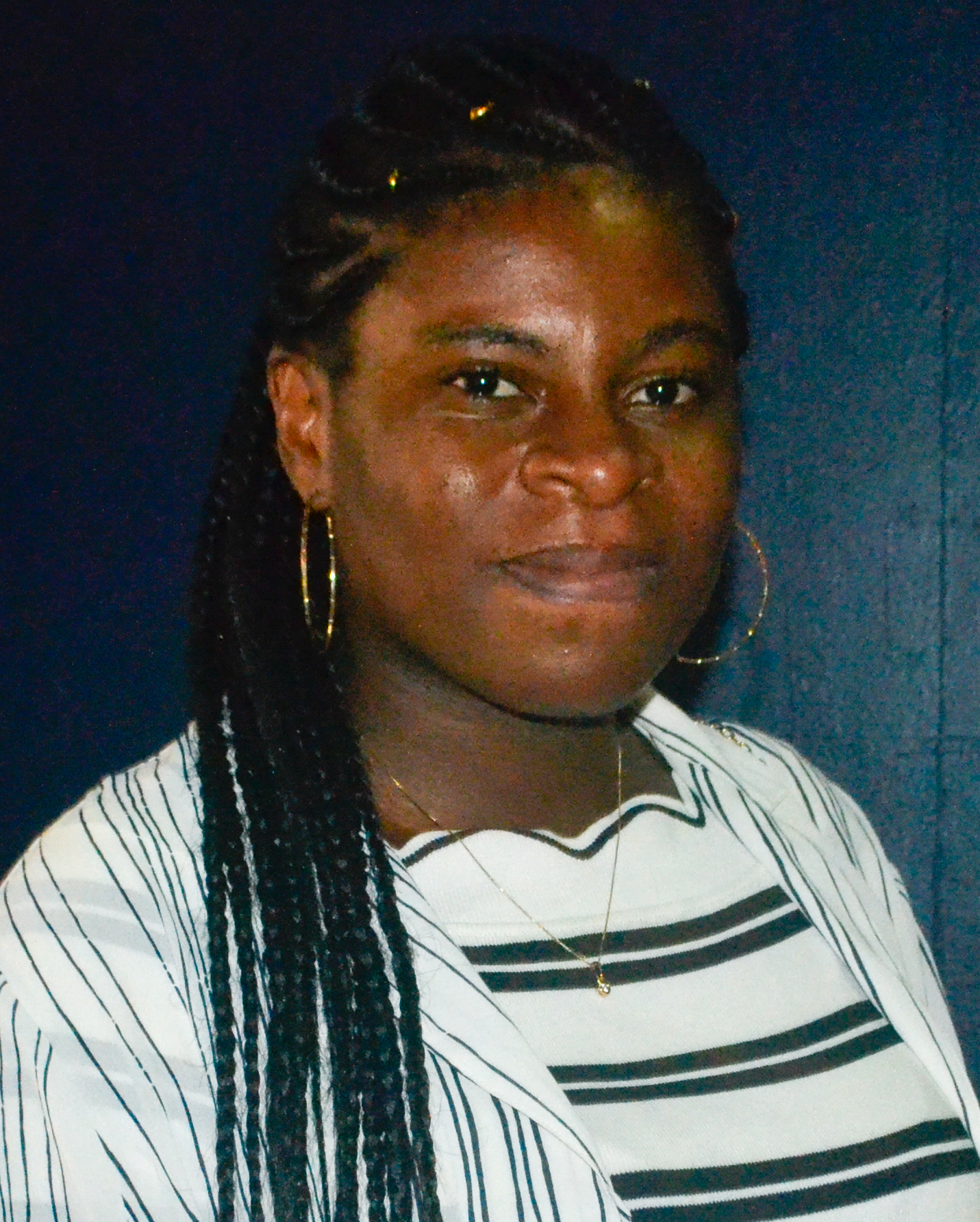
Francoise Ellong (2020)

Françoise Ellong-Gomez (geb. 8. Februar 1988 in Douala) ist eine kamerunische Regisseurin und Autorin.

## Biographie
Françoise Ellong kam 1988 in Douala im Südwesten Kameruns zur Welt. Ab ihrem 12. Lebensjahr lebte sie im französischen Brunoy bei einem Onkel, in diesem Alter schrieb sie ihre ersten Geschichten. 2002 nahm sie am Prix du Jeune Écrivain de Langue Française teil. In der Folge entwickelte sie starkes Interesse am Drehbuchschreiben.
2006 wurde ihr erster Kurzfilm „Les Colocs“ veröffentlicht. Ellong inszenierte ihren ersten Spielfilm „W.A.K.A“ 2013. Das Drehbuch verfasste Séraphin Kakouang auf Grundlage eines Textes von Ellong. „W.A.K.A“ wurde mit dem Spezialpreis der Jury beim Festival du Cinéma Africain de Khouribga ausgezeichnet, der Film erhielt auch den Dikalo-Preis beim Internationalen Pan-Afrikanischen Film-Festival in Cannes und wurde als Eröffnungsfilm des Ecrans Noirs Festivals gezeigt. Ihr zweiter Spielfilm Buried kam 2020 in die Kinos. Er handelt von der Wiederbegegnung von Kindheitsfreunden und ein Spiel, das Geheimnisse enthüllt. Die Aufnahmen zu dem Film entstanden in dem Dorf Nkassomo, die Inspiration dazu stammte aus einem Beitrag in den Fernsehnachrichten.
Neben ihrer Tätigkeit als Drehbuchautorin und Regisseurin veröffentlichte Ellong 2008 den Roman „Journal Intime d'Un Meurtrier“. Im Jahr 2016 startete sie den Blog „Le Film Camerounais“, der zu den Le Film Camerounais Awards (LFC) führte. Ellong rief zu einem Boykott der Schauspielcamps von Thierry Ntamack im Jahr 2020 auf, nachdem Ntamack gesagt hatte, nur 10 Prozent der kamerunischen Schauspieler seien gut.

## Filmographie
- 2006: Les Colocs (Kurzfilm, Drehbuch/Regie)
- 2007: Dade (Kurzfilm, Drehbuch/Regie)
- 2008: Miseria (Kurzfilm, Drehbuch/Regie)
- 2009: Big woman don't cry (Kurzfilm, Drehbuch/Regie)
- 2010: Nek (Kurzfilm, Drehbuch/Regie)
- 2011: At Close Range (Kurzfilm, Drehbuch/Regie)
- 2011: When Soukhina disappeared (Kurzfilm, Drehbuch/Regie)
- 2012: Now and them (Kurzfilm, Drehbuch/Regie)
- 2013: W.A.K.A (Regie)
- 2017: Ashia (Kurzfilm, Drehbuch/Regie)
- 2020: Buried (Drehbuch/Regie)